# Un verre, une cigarette
Un verre, une cigarette (سيجارة وكاس, Sigarah wa kas) est un film égyptien de Niazi Mostafa réalisé en 1955.
C'est l'un des premiers films de Dalida qui y campe le rôle d'une vamp.

## Synopsis
Hoda est une artiste très célèbre dans la trentaine. Elle épouse Mamdouh Samy, un jeune chirurgien et laisse derrière elle sa vie colorée. Hoda aide Mamdouh à fonder un hôpital, mais leur mariage est compromis par l’attirance de l’infirmière en chef italienne Iolanda pour Mamdouh. Hoda pense que son mari et Iolanda ont une liaison, et se réfugie dans l'alcool et les cigarettes.

## Fiche technique
Sauf indication contraire, les informations mentionnées dans cette section peuvent être confirmées par la base de données cinématographiques IMDb,  présente dans la section « Liens externes ».
- Titre original : سيجارة وكاس, Sigarah wa kas
- Titre français : Un verre, une cigarette
- Réalisation : Niazi Mostafa
- Pays de production :  Égypte
- Date de sortie :
  - Égypte : 11 septembre 1955

## Distribution
- Samia Gamal : Hoda Gamal
- Nabil Al alfi : Mamdouh Samy
- Dalida : Iolanda
- Seraj Munir : Omara
- Kouka : Azza